# Гавайські тропічні високогірні чагарники
Гавайські тропічні високогірні чагарники (ідентифікатор WWF: OC0701) — океанійський екорегіон тропічних та субтропічних луків, саван і чагарників, розташований на Гаваях.

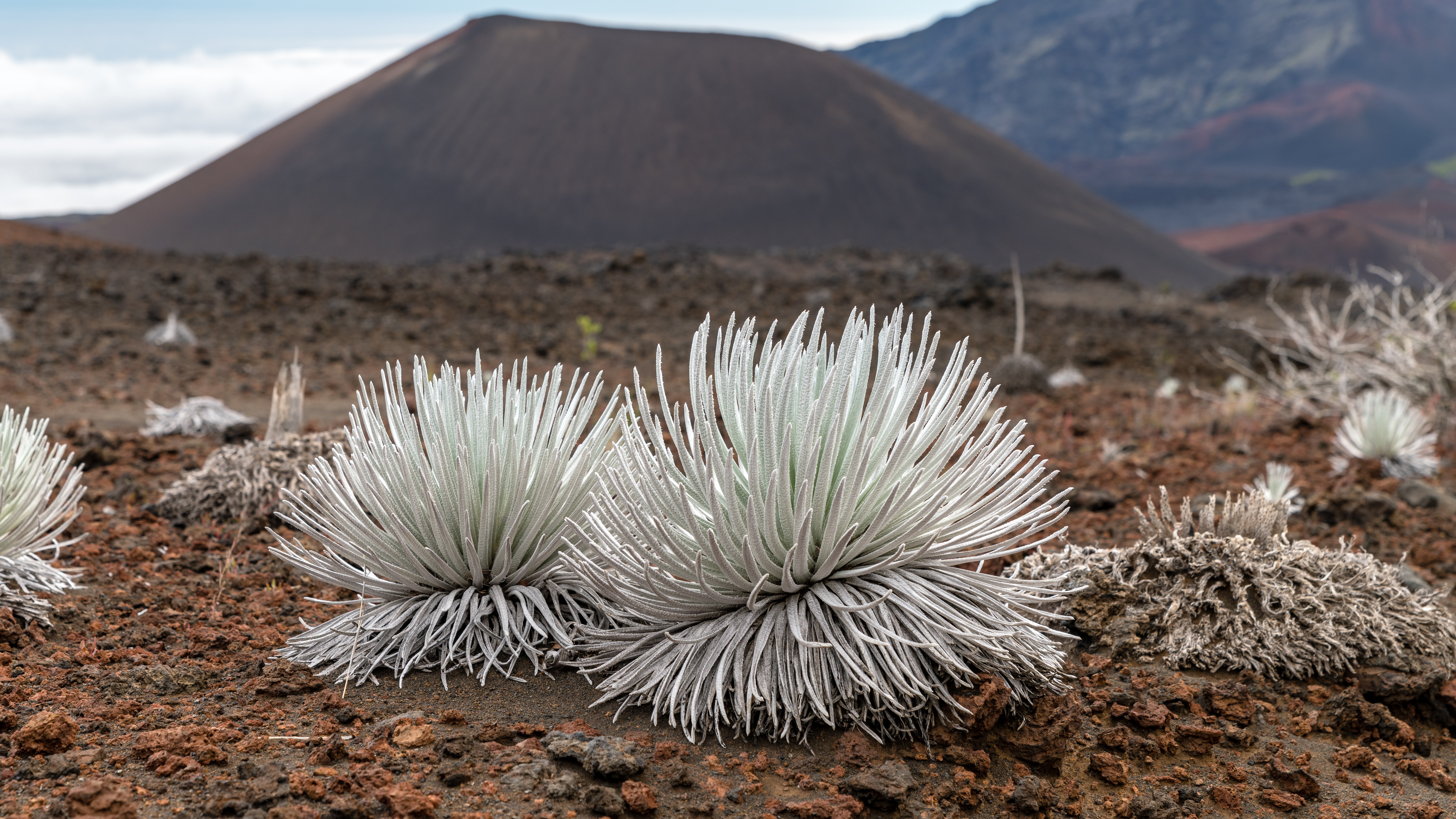
Срібномечі у високогір'ях Мауї

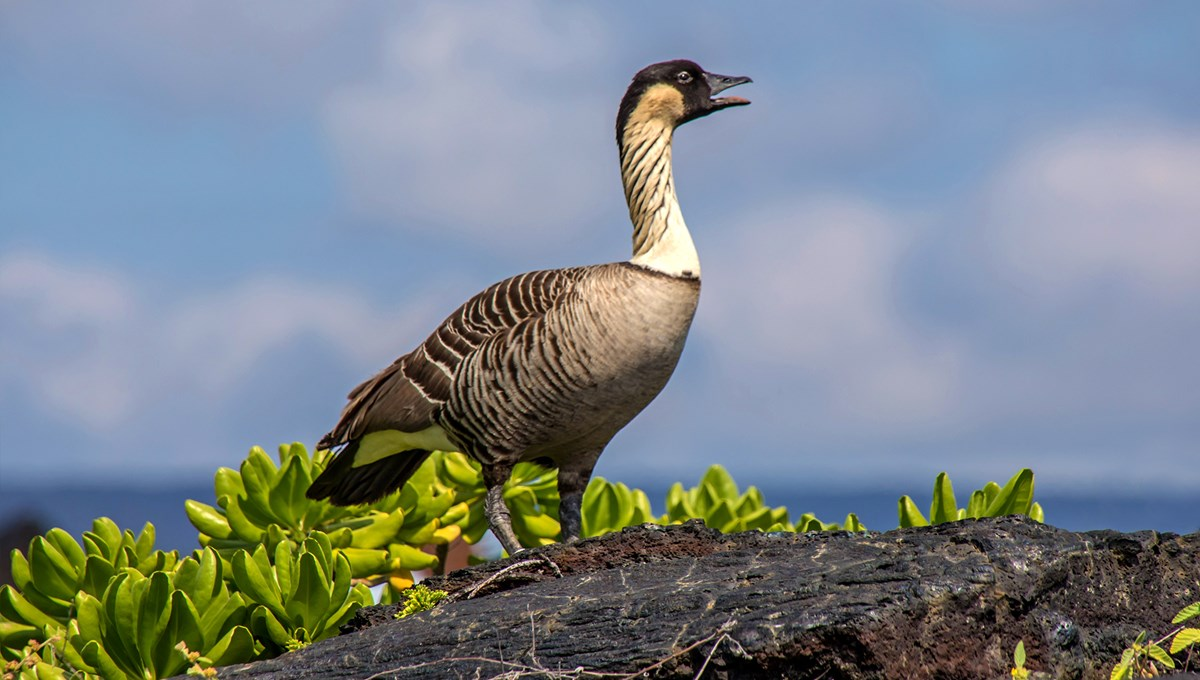
Гавайська казарка (Branta sandvicensis)

## Географія
Екорегіон гавайських тропічних високогірних чагарників охоплює найвищі вершини Гавайського архіпелагу — гору Халеакала заввишки 3055 м, розташовану на сході острова Мауї, та три гори на острові Гаваї — Хуалалаї заввишки 2521 м, Мауна-Лоа заввишки 4169 м та Мауна-Кеа заввишки 4207 м. Мауна-Кеа є найвищою вершиною Гаваїв. Цей вулкан підіймається над морським дном на 9330 м і, таким чином, є вищим за Еверест, висота якого від підніжжя до вершини становить 8848 м. На більш низьких висотах екорегіон переходить у гавайські вологі тропічні ліси та у гавайські сухі тропічні ліси.
Вулканічні Гавайські острови утворилися, коли Тихоокеанська плита повільно рухалася на північний захід над Гавайською гарячою точкою. Вік островів збільшується з північного заходу на південний схід. Найбільший та найвищий острів Гаваї є наймолодшим островом архіпелагу, який утворився півмільйона років тому. Остров Мауї утворився приблизно 2 мільйони років тому. У плейстоцені він був об'єднаний з сусідніми островами Молокаї, Ланаї та Кахоолаве, які утворювали один великий острів Мауї-Нуї. Гори екорегіону є активними вулканами. Вулканічна активність на островах триває. Мауна-Лоа, один з найбільших вулканів світу, востаннє вивергався у 2022 році, Хуалалаї у 1800-1801 роках, а Халеакала між 1480 та 1600 роками.

## Клімат
В горах екорегіону переважає високогірний субтропічний клімат (Cfb за класифікацією кліматів Кеппена) або середземноморський клімат (Csb за класифікацією Кеппена), а на найвищих вершинах — тундровий клімат (ET за класифікацією Кеппена). Середня температура тут є нижчою, ніж у низинах, і взимку на вершинах Мауна-Кеа і Мауна-Лао регулярно трапляються снігопади. У високогір'ях, що підіймаються вище хмар, на висоті понад 2400 м над рівнем моря, опадів випадає дуже мало. Так, вершина Мауна-Кеа є найпосушливішою ділянкою Гаваїв — за рік тут випадає лише 188 мм.

## Флора
На схилах вулканів екорегіону, на висоті від 2000 до 3000 м над рівнем моря, поширені субальпійські чагарники гавайської лободи (Chenopodium oahuense), сітчастої чорниці (Vaccinium reticulatum), гірської дюботії (Dubautia menziesii) та халеакалського сандала (Santalum haleakalae). Також на цій висоті поширені субальпійські луки, на яких ростуть купини альпійського щучника (Deschampsia nubigena), твердостеблого гусятника (Eragrostis atropioides) та тонколистого проса (Panicum tenuifolium).
На найвищих вершинах екорегіону, на висоті понад 3000 м над рівнем моря, поширені альпійські луки, розріджені чагарники та альпійські пустелі. Тут росте лише кілька стійких до посухи та холоду видів, зокрема пукіаве (Leptecophylla tameiameiae), трилиста пеллея (Pellaea ternifolia), хмарний щучник (Deschampsia nubigena), а також різні види наенае (Dubautia spp.) та срібномечів (Argyroxiphium spp.). Серед вулканічних скель зустрічаються невисокі подушкоподібні рослини, мохи та лишайники.
Характерними представниками екорегіону є срібномечі — близько 30 споріднених видів дерев, чагарників, напівчагарників, подушкоподібних рослин, ліан і трав, що є ендеміками Гаваїв. Всі вони походять від однієї схожої на ромашку рослини, що потрапила на Гаваї приблизно 5,2 мільйони років тому, ймовірно, завдяки липкому насінню, що прилипло до лапи птаха. Срібномечі зазнали широкої диверсифікації, зайнявши відкриті екологічні ніші у високогірних екосистемах Гавайського архіпелагу.

## Фауна
Серед субальпійських чагарників екорегіону гніздяться гавайські казарки або нене (Branta sandvicensis). Внаслідок знищення природного середовища, полювання та появи на Гавайях інтродукованих хижаків їх популяція значно скоротилася, і станом на 1951 рік у дикій природі залишилося лише 51 особина. Однак після масштабної програми реінтродукції популяція цих гусей зросла, і станом на 2018 рік популяція гавайських казарок нараховувала понад 3250 особин.
Майже ендемічними представниками екорегіону є гавайські тайфунники (Pterodroma sandwichensis). Ці рідкісні морські птахи гніздяться в норах на схилах вулкана Халеакала, а також на схилах Мауна-Лоа та в деяких інших субальпійських та альпійських районах.
Серед інших птахів, що зустрічаються в екорегіоні, слід відзначити омао (Myadestes obscurus), які живляться переважно плодами, та палілу (Loxioides bailleui), які спеціалізуються на насінні золотистолистої софори або мамане (Sophora chrysophylla).
Єдиними місцевими ссавцями, поширеними на Гаваях, є гавайські волохатохвости (Lasiurus semotus). Місцеві плазуни та амфібії в екорегіоні відсутні. Серед безхребетних тварин, поширених в екорегіоні, слід відзначити мауна-кейських векіа (Nysius wekiuicola) та мауна-лайських векіа (Nysius aa). Ці жуки живуть на найвищих вершинах Гаваїв, серед безплідних скель. Вони живляться дрібними комахами, яких заносить до них вітер з низин.

## Збереження
Значною загрозою для збереження природи регіону є надмірний випас з боку інтродукованих диких та свійських тварин — корів, кіз, овець та муфлонів, які легко пошкоджують неглибоке коріння срібномечів. Вразливій рослинності та ґрунтам регіону також загрожують лісові пожежі та туристи, що переміщуються на позашляховиках. Інтродуковані рослини витісняють місцеві види, а інвазивні комахи полюють на місцевих безхребетних та насіння. 
Тим не менш, хоч площа альпійських луків скоротилася, вони все ще займають більше половини території регіону. Основними природоохоронними територіями екорегіону є Національний парк гавайських вулканів та Національний парк Халеакала.